# 오지우키촌
오지우키촌(大志生木村)은 오이타현 기타아마베군에 있던 촌이다. 현재의 오이타시의 일부에 해당한다.